# ポルトガルの企業一覧
ポルトガルの企業一覧は、ポルトガルに本社を置いている企業の一覧。

## 輸送機器
- AJP
- サルバドール・カエターノ

## スポーツ用品
- NELO

## 小売
- Aldi
- カルフール

## 製薬
- ホビオン

## ファッション・服飾
- ナチュラプラ

## 放送・マスコミ・出版
- TVI
- TVL

## 運輸・交通
- ハイフライ航空
- フェルタグス
- ポルトガリア航空
- ホワイト・エアウェイズ
- TAPポルトガル航空

## その他
- コルティセイラ・アモリン
- レヴィグレス